# Слободан Рундо
Слободан Рундо (Београд, 11. октобар 1945 — Београд, 19. децембар 2015) био је југословенски и српски ТВ и филмски сценограф.
На телевизији је урадио сценографију за познате драме и ТВ серије попут: Метак у леђа, Операција, Једна половина дана, Ловац против топа, Погрешна процена, Силе у ваздуху, Смрт госпође министарке, Последњи чин, Шпанац, Одлазак ратника, повратак маршала, Бањица, Срећни људи , Породично благо и за многе друге.
На филму је потписао сценографију за наслове Хајде да се волимо, Искушавање ђавола, Сулуде године, Већ виђено и друге.

## Сценографија
| Год.       | Назив                             | Улога        |
| ---------- | --------------------------------- | ------------ |
| 1970. е    |                                   |              |
| 1971.      | На слово, на слово                | арт директор |
| 1973-1975. | Позориште у кући                  | арт директор |
| 1975.      | Живот је леп (серија)             | арт директор |
| 1975.      | Црни петак                        | арт директор |
| 1976.      | Два другара                       | арт директор |
| 1976.      | Све што је било лепо              | арт директор |
| 1976.      | На путу издаје                    | арт директор |
| 1976.      | Метак у леђа                      | сценограф    |
| 1977.      | Операција                         | сценограф    |
| 1977.      | Црни дани                         | сценограф    |
| 1978.      | Сва чуда света                    | арт директор |
| 1978.      | Отац или самоћа                   | арт директор |
| 1978.      | Случај у трамвају                 | сценограф    |
| 1978.      | Госпођа министарка                | сценограф    |
| 1979.      | Господин Димковић                 | сценограф    |
| 1980. е    |                                   |              |
| 1980.      | Слом                              | сценограф    |
| 1980.      | Само за двоје                     | сценограф    |
| 1980.      | Хусинска буна                     | сценограф    |
| 1982.      | Последњи чин                      | сценограф    |
| 1982.      | Приче преко пуне линије           | сценограф    |
| 1982.      | Шпанац                            | сценограф    |
| 1984.      | Проклета авлија                   | арт директор |
| 1984.      | Бањица                            | сценограф    |
| 1985.      | Сиви дом                          | арт директор |
| 1985.      | Једна половина дана               | сценограф    |
| 1986.      | Врење                             | сценограф    |
| 1986.      | Одлазак ратника, повратак маршала | сценограф    |
| 1986.      | Ловац против топа                 | сценограф    |
| 1987.      | Погрешна процена                  | сценограф    |
| 1987.      | Већ виђено                        | сценограф    |
| 1987.      | Хајде да се волимо                | сценограф    |
| 1988.      | Руди                              | сценограф    |
| 1988.      | Четрдесет осма — Завера и издаја  | сценограф    |
| 1988.      | Сулуде године                     | сценограф    |
| 1989.      | Силе у ваздуху                    | сценограф    |
| 1989.      | Искушавање ђавола                 | сценограф    |
| 1990. е    |                                   |              |
| 1990.      | Народни посланик                  | сценограф    |
| 1991.      | Јастук гроба мог                  | сценограф    |
| 1991.      | Вера Хофманова                    | сценограф    |
| 1991.      | Смрт госпође министарке           | сценограф    |
| 1991.      | Мала шала                         | сценограф    |
| 1991.      | Кућа за рушење                    | сценограф    |
| 1991.      | Глава шећера                      | сценограф    |
| 1992.      | Житије Светог Симеона             | сценограф    |
| 1992.      | Први пут с оцем на јутрење        | сценограф    |
| 1992.      | Кнедле са шљивама                 | сценограф    |
| 1993.      | Лакши случај смрти                | сценограф    |
| 1993.      | Нико није савршен                 | сценограф    |
| 1993.      | Или како вам драго                | сценограф    |
| 1993.      | Електра                           | сценограф    |
| 1994.      | Човек у празној соби              | сценограф    |
| 1994.      | Вечита славина                    | сценограф    |
| 1994.      | Жеља звана трамвај                | сценограф    |
| 1994.      | Life and Literature - Danilo Kis  | сценограф    |
| 1995.      | Све ће то народ позлатити         | сценограф    |
| 1995.      | Свадбени марш                     | сценограф    |
| 1993-1996. | Срећни људи                       | сценограф    |
| 1996.      | Срећни људи: Новогодишњи специјал | сценограф    |
| 1997.      | Љубав, женидба и удадба           | сценограф    |
| 1998.      | Лажа и паралажа                   | сценограф    |
| 1998.      | Никољдан 1901. године             | сценограф    |
| 1998-2000. | Породично благо                   | сценограф    |